# Comuna Kilkî, Ciudniv
Kilkî (în ucraineană Кілківська сільська рада) este o comună în raionul Ciudniv, regiunea Jîtomîr, Ucraina, formată din satele Kilkî (reședința) și Volosivka.

## Demografie
Componența lingvistică a comunei Kilkî
     Ucraineană (98,43%)
     Rusă (1,21%)
     Alte limbi (0,36%)
Conform recensământului din 2001, majoritatea populației comunei Kilkî era vorbitoare de ucraineană (98,43%), existând în minoritate și vorbitori de rusă (1,21%).